# Suzanne Williamsová
Suzanne "Sue" Williams, (* 25. června 1956) je bývalá reprezentantka Austrálie v judu.

## Sportovní kariéra
V roce 1988 se stala vítězkou ukázkové disciplíny ženského juda na olympijských hrách v Soulu. Po skončení sportovní kariéry pracovala jako trenérka.

## Výsledky
| Turnaj              | 1977       | 1978       | 1979       | 1980       | 1981       | 1982       | 1983       | 1984       | 1985       | 1986       | 1987       | 1988       | 1989       | 1990       |
| Turnaj              | 21         | 22         | 23         | 24         | 25         | 26         | 27         | 28         | 29         | 30         | 31         | 32         | 33         | 34         |
| Turnaj              | lehká váha | lehká váha | lehká váha | lehká váha | lehká váha | lehká váha | lehká váha | lehká váha | lehká váha | lehká váha | lehká váha | lehká váha | lehká váha | lehká váha |
| ------------------- | ---------- | ---------- | ---------- | ---------- | ---------- | ---------- | ---------- | ---------- | ---------- | ---------- | ---------- | ---------- | ---------- | ---------- |
| Mistrovství světa   |            |            |            | ?          |            | 2.         |            | 2.         |            | úč.        | 2.         |            | —          |            |
| Mistrovství Oceánie | 1.         |            | 1.         |            | —          |            | —          |            | 1.         |            |            | —          |            | 1.         |